# 泰托沃

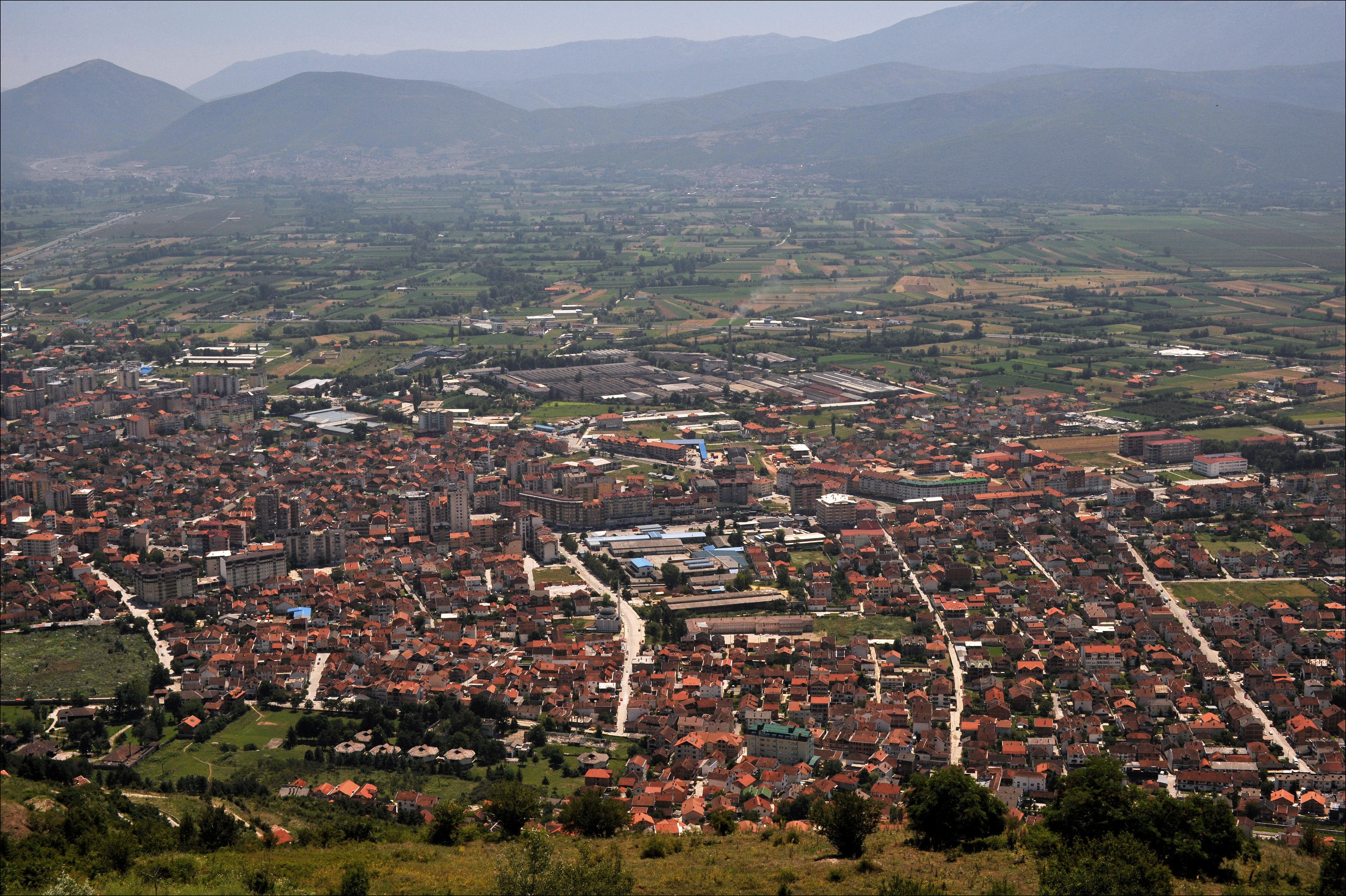
鸟瞰图

泰托沃（[ˈtetovɔ]ⓘ），是北马其顿共和国西北部泰托沃市镇内的城市及行政中心，位于沙尔山南麓。总面积1,080平方公里，总人口86,580。当地平均海拔468米。主要大学有国立泰托沃大学、东南欧大学等。這裡人口最多的民族是阿爾巴尼亞人。